# Where'd You Go (píseň, Fort Minor)
"Where'd You Go" je píseň americké hiphopové skupiny Fort Minor, vedlejšího projektu Mikea Shinody, zpěváka rockové skupiny Linkin Park. Jedná se o čtvrtý a poslední singl z jejich debutového alba The Rising Tied, které vyšlo 14. dubna 2006. V písni účinkují Skylar Grey (v té době vystupující pod svým pravým jménem Holly Brook) a Jonah Matranga, zpěvák rockové skupiny Far. Skladbunapsal a produkoval Shinoda.

## Videoklip
Videoklip k písni režíroval Philip Andelman. Obsahuje rozhovory se třemi různými rodinami: s malým chlapcem, který má rozvedené rodiče a musí se věnovat mnoha domácím pracím, s manželkou baseballového hráče Jasona Bulgera, která se stará o jejich děti, a s rodiči vojáka v Iráku. Mike Shinoda rapuje v domovech zmíněných rodin, Jonah Matranga zpívá refrén z auta a Holly Brook zpívá a sedí v jídelně. Scény, v nichž tito tři zpěváci zpívají, se také střídají se záběry na věci rodin, jejich domovy a okolí. Na konci videa je krátká Shinodova poznámka:
"Where'd You Go" was filmed in the homes of three families who share the same sense of loneliness as this song. Thank you for sharing your homes and stories with us.

## Živé vystoupení
Mike Shinoda a Holly Brook píseň zahráli 24. května 2006 v pořadu Noční show Jaye Lenoe. Shinoda s písní vystupoval během následujícího turné, při kterém Holly Brook nahrazoval Chester Bennington. Po návratu skupiny Linkin Park v roce 2024 Shinoda singl několikrát zařadil do setlistu skladeb na koncert.

## Obsazení a produkce
- Hudební skladatel, produkce a mixáž – Mike Shinoda
- Mastering – Brian Gardner
- Pěvecký sbor – Page LA Studio Voices

## Ohlasy
Skladba od hudebních kritiků získala vesměs pozitivní recenze, přičemž většina recenzentů vyzdvihovala jednoduchost písně a chválila zpěv Holly Brook. Singl byl komerčně nejúspěšnějším singlem skupiny Fort Minor, který se umístil v první desítce několika mezinárodních hudebních žebříčků.